# Rwenzori
Rwenzori (prije poznato kao Ruwenzori) ili Mjesečevo gorje (engl.: Mountains of the Moon) je gorje u središnjoj Africi, na granici Ugande i DR Kongo. 70% gorja više je od 2.500 m i predstavlja najviši i najtrajniji izvor rijeke Nil. Njegovi vrhovi (najviši vrh Margherita visine 5.109 m) su treći po visini u Africi i prekriveni su vječnim snijegom kojeg u Africi ima još samo na planinama Kilimandžaro i Kenija. 
Nacionalni park gorja Rwenzori se proteže 998 km² zapadnom stranom, na ugandskoj strani gorja. Osnovan je 1991. godine kako bi se zaštitila nevjerojatna ljepota krajolika visokih vrhova, slapova, jezera, ledenjaka i jedinstvene flore. God. 1994. godine upisan je na UNESCO-ov popis mjesta svjetske baštine u Africi kao važno utočište mnogih ugroženih životinjskih vrsta i mjesto neobično raznolikog biljnog života, uključujući endemske vrste ko što je divovski vrijes (Erica arborea). Od 1997. do 2001. godine park su okupirale paravojne snage pobunjenika, zbog čega je bio upisan na popis ugroženih mjesta svjetske baštine od 1999. do 2004. godine.

## Prirodne odlike

### Zemljopisne odlike
Gorje Rwenzori je nastalo prije oko 3 milijuna godina, tijekom kasnog pliocena, i uglavnom se sastoji od uzdignutih blokova kristalnih stijena kao što su: gnajs, amfibolit, granit i kvarc. Tada su nastala i tri velika afrička jezera: Albertovo jezero, Edwardovo jezero i Georgeovo jezero na zapadnoj ivici Velike rasjedne doline.
Gorje je dugo oko 120 i široko oko 65 km i sastoji se od šest planina odvojenih dubokim klancima: Mount Stanley (5.109 m), Mount Speke (4.890 m), Mount Baker (4.843 m), Mount Emin (4.798 m), Mount Gessi (4.715 m) i Mount Luigi di Savoia (4.627 m). Najviši vrh je Margerita na planini Stanley. Kako se nalaze u jako vlažnom području, ovi vrhovi su gotovo stalno u oblacima.

### Flora i fauna
Zbog visinskih raspona i gotovo konstantnih temperatura, vlage i visoke insolacije, Rwenzori je dom najbogatijoj gorskoj flori Afrike izvanrednog raspona vrsta, od kojih su mnoge endemske i bizarnog izgleda. Prirodna vegetacija je podijeljena na pet različitih zona određenih visinama i odlikama. Više nadmorske zone su pokrivene stepama i afro-alpskim vrijesištima, a protežu se od oko 3.500 m do granice snježnog pokrivača i predstavljaju najrjeđu vrstu vegetacije na afričkom kontinentu. Značajne vrste su divovski vrijes, rodovi senecio i lobelia, te drugi endemi. 
Od životinje, u Rwenzoriju obitava oko 217 vrsta ptica (zabilježena do sada, očekuje se da će broj povećati kad park postane bolje istražen). Gorska šuma je također dom ugroženim vrstama kao što su afrički šumski slon, istočne čimpanze, crno-bijeli kolobus (Colobus) i L'Hoestov majmun (Cercopithecus lhoesti), dok se za ugroženog Rwenzorskog crnočelog ili crvenog Dujkera (Cephalophus nigrifrons) vjeruje kako je jako lokalizirana ili čak zasebna vrsta koja živi samo u ovom parku.
- Vrh planine Stanley, Margherita
- Panorama Rwenzorija iz 1937. god.
- Tradicionalna kuća u općini Kasese
- Bigo Bog biljka
- Endemska Crvena dujker antilopa

## Povijest
Naziv Mjesečeve planine potječe od aleksandrijskog geografa Ptolomeja koji je 150. godine planinske vrhove središnje Afrike, za koje se vjeruje kako je mislio na Rwenzori, nazvao Lunae Montes, tj. "Mjesečevim planinama".
Prvi moderni europljanin koji ih je posjetio bio je Henry Morton Stanley 1889. godine, a prvi koji se popeo na njegove vrhove je bio Prince Luigi Amedeo, vojvoda Abruzzija 1906. godine, zbog čega oni imaju talijanska imena.
Na Rwenzoriju žive plemena Konjo i Amba koje su 1900. godine kolonijalne sile nasilno uključili u Kraljevstvo Toro. Oba plemena su 1950-ih pokrenula oružani pokret za otcjepljenje današnje pokrajine Rwenzururu koja je od 1963. – 82. bila Kraljevstvo Rwenzururu, a koje je vlada Ugande ponovno priznala 2008. godine kao "kulturnu instituciju".

## Vanjske poveznice
- Službena stranica nacionalnog parka gorja Rwenzori  Arhivirana inačica izvorne stranice od 11. veljače 2011. (Wayback Machine) (engl.) Posjećeno 25. listopada 2011.
- Galerija fotografija[neaktivna poveznica] (engl.)